# Steven Blum
Steven Jay Blum (/bluːm/; sinh ngày 29 tháng 4 năm 1960) là một nam diễn viên lồng tiếng người Mỹ.
Anh lồng tiếng cho TOM, là người dẫn chương trình Cartoon Network và Toonami của Adult Swim. Một vài vai của anh trong anime bao gồm Spike Spiegel trong Cowboy Bebop, Mugen trong Samurai Champloo, Eikichi Onizuka trong Great Teacher Onizuka, cả Guilmon và Mitsuo Yamaki trong Digimon Tamers và Orochimaru và Zabuza Momochi in Naruto. Trong phim hoạt hình, anh lồng tiếng cho Starscream trong Transformers: Prime, Vilgax, Heatblast và Ghostfreak trong Ben 10, Amon trong The Legend of Korra, Wolverine trong Wolverine and the X-Men và Zeb Orrelios trong Star Wars Rebels. Anh đã được trao kỷ lục thế giới Guinness là nam diễn viên lồng tiếng cho trò chơi điện tử nhiều nhất trong năm 2012, với các vai trong các phim nhượng quyền như God of War, Call of Duty, Tom Clancy's Ghost Recon, Naruto, X-Men và Transformers. Năm 2014, anh lồng tiếng Shoe và Sparky trong phim hoạt hình The Boxtrolls. Năm 2015, anh tham gia trong The Incredible True Story.

## Sự nghiệp
Ngày 5 tháng 6 năm 2012, ông lập kỷ lục Guinness, trở thành diễn viên lồng tiếng nhiều trò chơi điện tử nhất với 261 trò chơi.